# Ministri per la pubblica amministrazione della Repubblica Italiana
I ministri per la pubblica amministrazione della Repubblica Italiana si sono avvicendati dal 1950 in poi, con diverse denominazioni e competenze.

## Lista
| Ministro                                                               | Ministro         | Ministro                            | Partito                                 | Governo              | Mandato          | Mandato          | Leg.  |
| Ministro                                                               | Ministro         | Ministro                            | Partito                                 | Governo              | Inizio           | Fine             | Leg.  |
| ---------------------------------------------------------------------- | ---------------- | ----------------------------------- | --------------------------------------- | -------------------- | ---------------- | ---------------- | ----- |
| Riforma burocratica                                                    |                  |                                     |                                         |                      |                  |                  |       |
|                                                                        |                  | Raffaele Pio Petrilli (1892-1971)   | Democrazia Cristiana                    | De Gasperi VI        | 28 gennaio 1950  | 26 luglio 1951   | I     |
| Delega conferita al sottosegretario                                    |                  |                                     |                                         |                      |                  |                  |       |
|                                                                        |                  | Salvatore Scoca (1894-1962)         | Democrazia Cristiana                    | Pella                | 17 agosto 1953   | 19 gennaio 1954  | II    |
| Riforma della pubblica amministrazione                                 |                  |                                     |                                         |                      |                  |                  |       |
|                                                                        |                  | Umberto Tupini (1889-1973)          | Democrazia Cristiana                    | Fanfani I            | 19 gennaio 1954  | 10 febbraio 1954 | II    |
| Scelba                                                                 | 10 febbraio 1954 | Umberto Tupini (1889-1973)          | Democrazia Cristiana                    | 6 luglio 1955        |                  |                  | II    |
| Riforma della pubblica amministrazione e attuazione della Costituzione |                  |                                     |                                         |                      |                  |                  |       |
|                                                                        |                  | Guido Gonella (1905-1982)           | Democrazia Cristiana                    | Segni I              | 6 luglio 1955    | 20 maggio 1957   | II    |
| Riforma della pubblica amministrazione                                 |                  |                                     |                                         |                      |                  |                  |       |
|                                                                        |                  | Mario Zotta (1904-1963)             | Democrazia Cristiana                    | Zoli                 | 20 maggio 1957   | 2 luglio 1958    | II    |
|                                                                        |                  | Camillo Giardina (1907-1985)        | Democrazia Cristiana                    | Fanfani II           | 2 luglio 1958    | 16 febbraio 1959 | III   |
|                                                                        |                  | Giorgio Bo (1905-1980)              | Democrazia Cristiana                    | Segni II             | 16 febbraio 1959 | 26 marzo 1960    | III   |
| Tambroni                                                               | 26 marzo 1960    | Giorgio Bo (1905-1980)              | Democrazia Cristiana                    | 11 aprile 1960       |                  |                  | III   |
| Tambroni                                                               |                  |                                     | Armando Angelini (1891-1968)            | Democrazia Cristiana | 11 aprile 1960   | 27 luglio 1960   | III   |
|                                                                        |                  | Tiziano Tessitori (1895-1973)       | Democrazia Cristiana                    | Fanfani III          | 27 luglio 1960   | 22 febbraio 1962 | III   |
|                                                                        |                  | Giuseppe Medici (1907-2000)         | Democrazia Cristiana                    | Fanfani IV           | 22 febbraio 1962 | 22 giugno 1963   | III   |
|                                                                        |                  | Roberto Lucifredi (1909-1981)       | Democrazia Cristiana                    | Leone I              | 22 giugno 1963   | 5 dicembre 1963  | IV    |
|                                                                        |                  | Luigi Preti (1914-2009)             | Partito Socialista Democratico Italiano | Moro I               | 5 dicembre 1963  | 23 luglio 1964   | IV    |
| Moro II                                                                | 23 luglio 1964   | Luigi Preti (1914-2009)             | Partito Socialista Democratico Italiano | 24 febbraio 1966     |                  |                  | IV    |
|                                                                        |                  | Virginio Bertinelli (1901-1973)     | Partito Socialista Democratico Italiano | Moro III             | 24 febbraio 1966 | 25 giugno 1968   | IV    |
|                                                                        |                  | Tiziano Tessitori (1895-1973)       | Democrazia Cristiana                    | Leone II             | 25 giugno 1968   | 13 dicembre 1968 | V     |
|                                                                        |                  | Eugenio Gatto (1911-1981)           | Democrazia Cristiana                    | Rumor I              | 13 dicembre 1968 | 6 luglio 1969    | V     |
| Rumor II                                                               | 6 agosto 1969    | Eugenio Gatto (1911-1981)           | Democrazia Cristiana                    | 28 marzo 1970        |                  |                  | V     |
|                                                                        |                  | Remo Gaspari (1921-2011)            | Democrazia Cristiana                    | Rumor III            | 28 marzo 1970    | 6 agosto 1970    | V     |
| Colombo                                                                | 6 agosto 1970    | Remo Gaspari (1921-2011)            | Democrazia Cristiana                    | 18 febbraio 1972     |                  |                  | V     |
| Andreotti I                                                            | 18 febbraio 1972 | Remo Gaspari (1921-2011)            | Democrazia Cristiana                    | 26 giugno 1972       |                  |                  | V     |
|                                                                        |                  | Silvio Gava (1901-1999)             | Democrazia Cristiana                    | Andreotti II         | 26 giugno 1972   | 8 luglio 1973    | VI    |
| Organizzazione della pubblica amministrazione                          |                  |                                     |                                         |                      |                  |                  |       |
|                                                                        |                  | Silvio Gava (1901-1999)             | Democrazia Cristiana                    | Rumor IV             | 8 luglio 1973    | 15 marzo 1974    | VI    |
| Organizzazione della pubblica amministrazione e Regioni                |                  |                                     |                                         |                      |                  |                  |       |
|                                                                        |                  | Luigi Gui (1914-2010)               | Democrazia Cristiana                    | Rumor V              | 15 marzo 1974    | 23 novembre 1974 | VI    |
|                                                                        |                  | Francesco Cossiga (1928-2010)       | Democrazia Cristiana                    | Moro IV              | 23 novembre 1974 | 12 febbraio 1976 | VI    |
|                                                                        |                  | Tommaso Morlino (1925-1983)         | Democrazia Cristiana                    | Moro V               | 12 febbraio 1976 | 30 luglio 1976   | VI    |
| Competenze delegate ad altri Ministri e a Sottosegretari di Stato.     |                  |                                     |                                         |                      |                  |                  |       |
|                                                                        |                  | Massimo Severo Giannini (1915-2000) | Partito Socialista Italiano             | Cossiga I            | 5 agosto 1979    | 4 aprile 1980    | VIII  |
| Cossiga II                                                             | 4 aprile 1980    | Massimo Severo Giannini (1915-2000) | Partito Socialista Italiano             | 18 ottobre 1980      |                  |                  | VIII  |
|                                                                        |                  | Clelio Darida (1927-2017)           | Democrazia Cristiana                    | Forlani              | 18 ottobre 1980  | 28 giugno 1981   | VIII  |
|                                                                        |                  | Dante Schietroma (1917-2004)        | Partito Socialista Democratico Italiano | Spadolini I          | 28 giugno 1981   | 23 agosto 1982   | VIII  |
| Spadolini II                                                           | 23 agosto 1982   | Dante Schietroma (1917-2004)        | Partito Socialista Democratico Italiano | 1º dicembre 1982     |                  |                  | VIII  |
| Fanfani V                                                              | 1º dicembre 1982 | Dante Schietroma (1917-2004)        | Partito Socialista Democratico Italiano | 4 agosto 1983        |                  |                  | VIII  |
| Funzione pubblica                                                      |                  |                                     |                                         |                      |                  |                  |       |
|                                                                        |                  | Remo Gaspari (1921-2011)            | Democrazia Cristiana                    | Craxi I              | 4 agosto 1983    | 1º agosto 1986   | IX    |
| Craxi II                                                               | 1º agosto 1986   | Remo Gaspari (1921-2011)            | Democrazia Cristiana                    | 18 aprile 1987       |                  |                  | IX    |
| Organizzazione della pubblica amministrazione e Regioni                |                  |                                     |                                         |                      |                  |                  |       |
|                                                                        |                  | Livio Paladin (1933-2000)           | Indipendente                            | Governo Fanfani VI   | 18 aprile 1987   | 29 luglio 1987   | IX    |
| Funzione pubblica                                                      |                  |                                     |                                         |                      |                  |                  |       |
|                                                                        |                  | Giorgio Santuz (1936)               | Democrazia Cristiana                    | Goria                | 29 luglio 1987   | 13 aprile 1988   | X     |
|                                                                        |                  | Paolo Cirino Pomicino (1939)        | Democrazia Cristiana                    | De Mita              | 13 aprile 1988   | 23 luglio 1989   | X     |
|                                                                        |                  | Remo Gaspari (1921-2011)            | Democrazia Cristiana                    | Andreotti VI         | 23 luglio 1989   | 13 aprile 1991   | X     |
| Andreotti VII                                                          | 13 aprile 1991   | Remo Gaspari (1921-2011)            | Democrazia Cristiana                    | 24 aprile 1992       |                  |                  | X     |
| Delega conferita al sottosegretario                                    |                  |                                     |                                         |                      |                  |                  |       |
|                                                                        |                  | Sabino Cassese (1935)               | Indipendente                            | Ciampi               | 29 aprile 1993   | 11 maggio 1994   | XI    |
| Funzione pubblica e affari regionali                                   |                  |                                     |                                         |                      |                  |                  |       |
|                                                                        |                  | Giuliano Urbani (1937)              | Forza Italia                            | Berlusconi I         | 11 maggio 1994   | 17 gennaio 1995  | XII   |
|                                                                        |                  | Franco Frattini (1957-2022)         | Indipendente                            | Dini                 | 17 gennaio 1995  | 22 marzo 1996    | XII   |
|                                                                        |                  | Giovanni Motzo (1930-2002)          | Indipendente                            | Dini                 | 22 marzo 1996    | 18 maggio 1996   | XII   |
|                                                                        |                  | Franco Bassanini (1940)             | Partito Democratico della Sinistra      | Prodi I              | 18 maggio 1996   | 21 ottobre 1998  | XIII  |
| Funzione pubblica                                                      |                  |                                     |                                         |                      |                  |                  |       |
|                                                                        |                  | Angelo Piazza (1955)                | Socialisti Democratici Italiani         | D'Alema I            | 21 ottobre 1998  | 22 dicembre 1999 | XIII  |
|                                                                        |                  | Franco Bassanini (1940)             | Democratici di Sinistra                 | D'Alema II           | 22 dicembre 1999 | 26 aprile 2000   | XIII  |
| Amato II                                                               | 26 aprile 2000   | Franco Bassanini (1940)             | Democratici di Sinistra                 | 11 giugno 2001       |                  |                  | XIII  |
|                                                                        |                  | Franco Frattini (1957-2022)         | Forza Italia                            | Berlusconi II        | 11 giugno 2001   | 14 novembre 2002 | XIV   |
|                                                                        |                  | Luigi Mazzella (1932)               | Indipendente                            | Berlusconi II        | 14 novembre 2002 | 2 dicembre 2004  | XIV   |
|                                                                        |                  | Mario Baccini (1957)                | Unione di Centro                        | Berlusconi II        | 2 dicembre 2004  | 23 aprile 2005   | XIV   |
| Berlusconi III                                                         | 23 aprile 2005   | Mario Baccini (1957)                | Unione di Centro                        | 17 maggio 2006       |                  |                  | XIV   |
| Riforme e innovazioni nella pubblica amministrazione                   |                  |                                     |                                         |                      |                  |                  |       |
|                                                                        |                  | Luigi Nicolais (1942)               | Partito Democratico                     | Prodi II             | 17 maggio 2006   | 8 maggio 2008    | XV    |
| Pubblica amministrazione e innovazione                                 |                  |                                     |                                         |                      |                  |                  |       |
|                                                                        |                  | Renato Brunetta (1950)              | Il Popolo della Libertà                 | Berlusconi IV        | 8 maggio 2008    | 16 novembre 2011 | XVI   |
| Pubblica amministrazione e semplificazione                             |                  |                                     |                                         |                      |                  |                  |       |
|                                                                        |                  | Filippo Patroni Griffi (1955)       | Indipendente                            | Monti                | 16 novembre 2011 | 28 aprile 2013   | XVI   |
|                                                                        |                  | Gianpiero D'Alia (1966)             | Unione di Centro                        | Letta                | 28 aprile 2013   | 22 febbraio 2014 | XVII  |
| Semplificazione e pubblica amministrazione                             |                  |                                     |                                         |                      |                  |                  |       |
|                                                                        |                  | Marianna Madia (1980)               | Partito Democratico                     | Renzi                | 22 febbraio 2014 | 12 dicembre 2016 | XVII  |
| Gentiloni                                                              | 12 dicembre 2016 | Marianna Madia (1980)               | Partito Democratico                     | 1º giugno 2018       |                  |                  | XVII  |
| Pubblica amministrazione                                               |                  |                                     |                                         |                      |                  |                  |       |
|                                                                        |                  | Giulia Bongiorno (1966)             | Lega per Salvini Premier                | Conte I              | 1º giugno 2018   | 5 settembre 2019 | XVIII |
|                                                                        |                  | Fabiana Dadone (1984)               | Movimento 5 Stelle                      | Conte II             | 5 settembre 2019 | 13 febbraio 2021 | XVIII |
|                                                                        |                  | Renato Brunetta (1950)              | Forza Italia                            | Draghi               | 13 febbraio 2021 | 22 ottobre 2022  | XVIII |
|                                                                        |                  | Paolo Zangrillo (1961)              | Forza Italia                            | Meloni               | 22 ottobre 2022  | in carica        | XIX   |